# Высший орден Хризантемы
Высший орден Хризантемы (яп. 菊花章, киккасё:) — старший из японских орденов.
Знак ордена на большой ленте был учреждён императором Мэйдзи в 1876 году; степень ордена с цепью была добавлена 4 января 1888 года. Хотя формально имеет только одну степень, есть два вида ордена: орден Хризантемы с цепью и орден Хризантемы с большой лентой. В отличие от европейских, для японских орденов возможно награждение посмертно.
Цепью ордена награждаются подданным Японии только посмертно. Исключение сделано для глав иностранных государств, которым цепь ордена вручается в знак особой почести.
Большая лента — высшая степень отличия, которая может быть вручена японскому подданному в течение его жизни. Кроме членов императорской фамилии и глав иностранных государств, орден с большой лентой был вручён всего трём живущим японским подданным, а одиннадцать — были награждены им посмертно.

## Описание знаков
Знак ордена представляет собой четырёхконечный позолоченный знак с лучами белой эмали, в центре которого диск солнца красной эмали. Между лучами располагается цветок хризантемы жёлтой эмали с зелёными эмалированными листьями.
Знак при помощи подвески в виде цветка хризантемы жёлтой эмали подвешивается к цепи или розетке большой ленты.
Звезда ордена подобна знаку, но без подвески. Носится на левой стороне груди.
Большая лента представляет собой плечевую ленту красного цвета с тёмно-синими полосками по краям. Носится через правое плечо.

## Иллюстрации

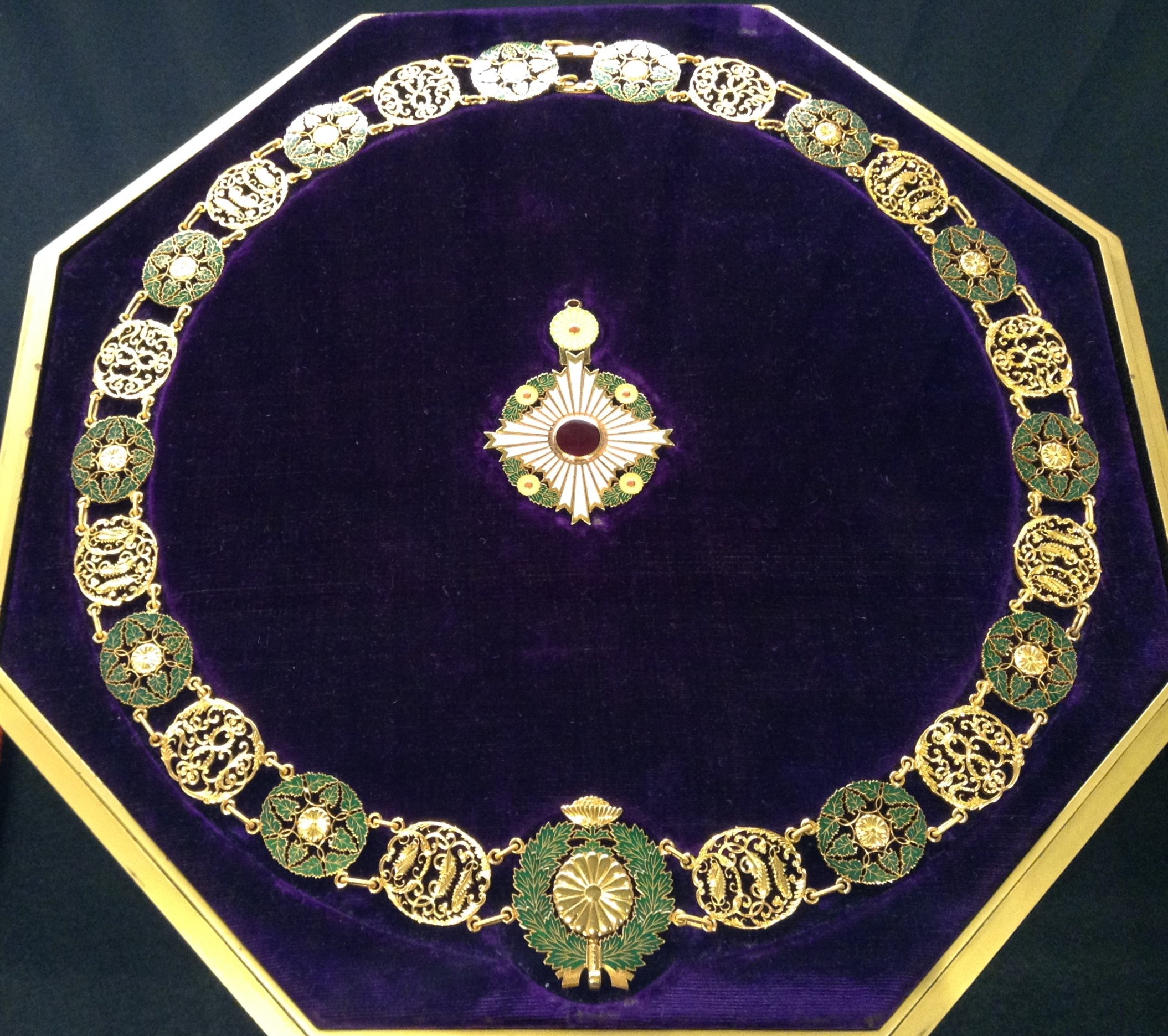
Цепь ордена
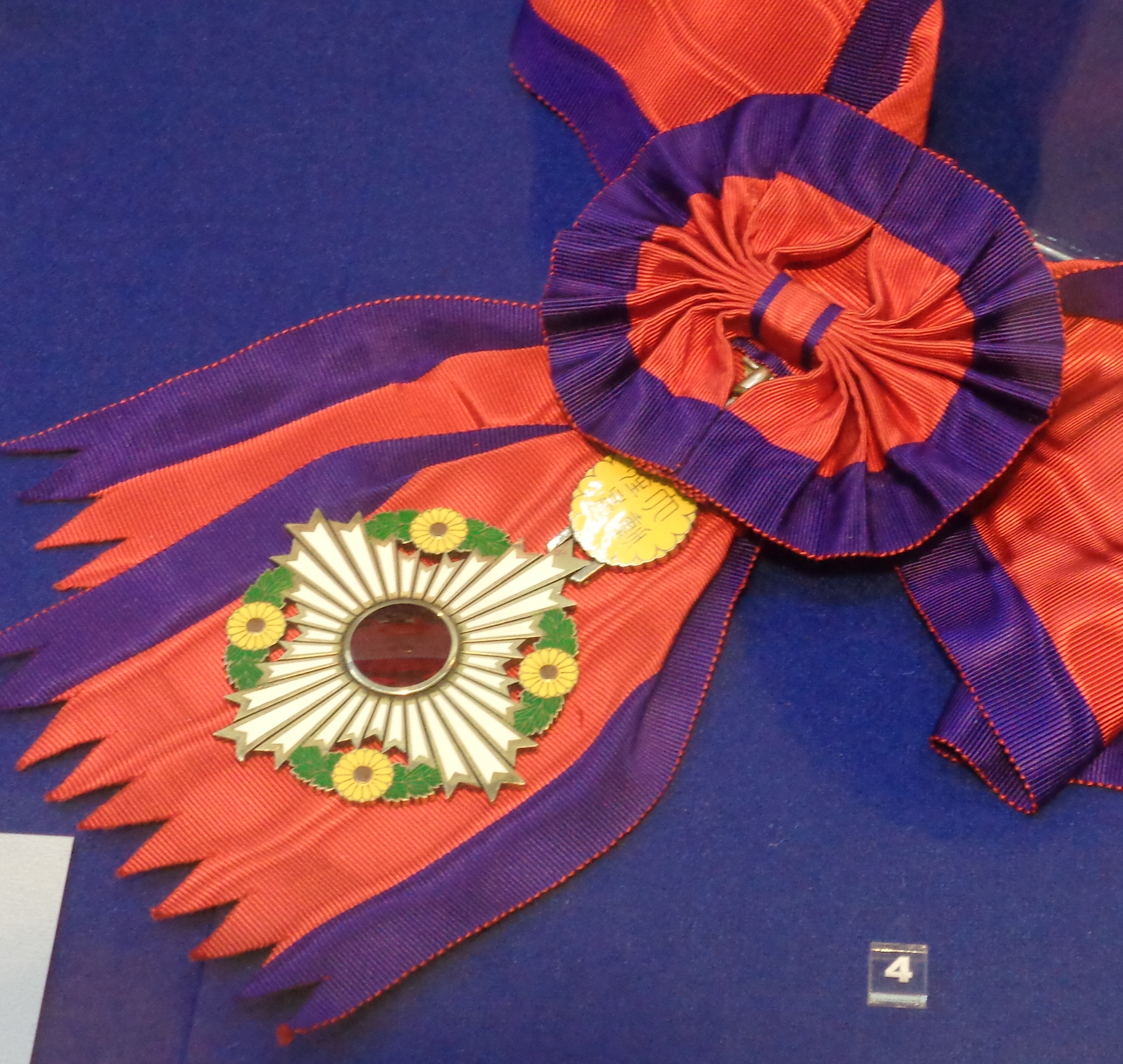
Знак (реверс) и лента ордена
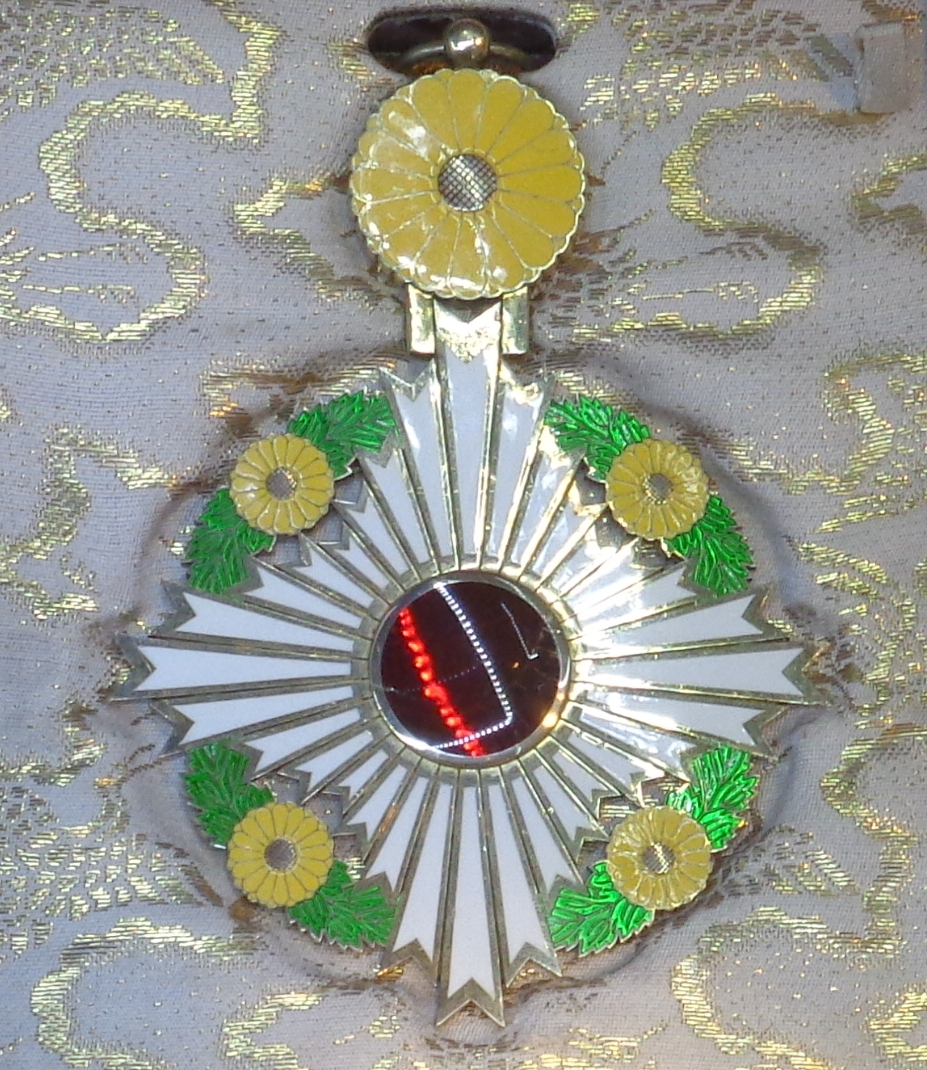
Знак ордена
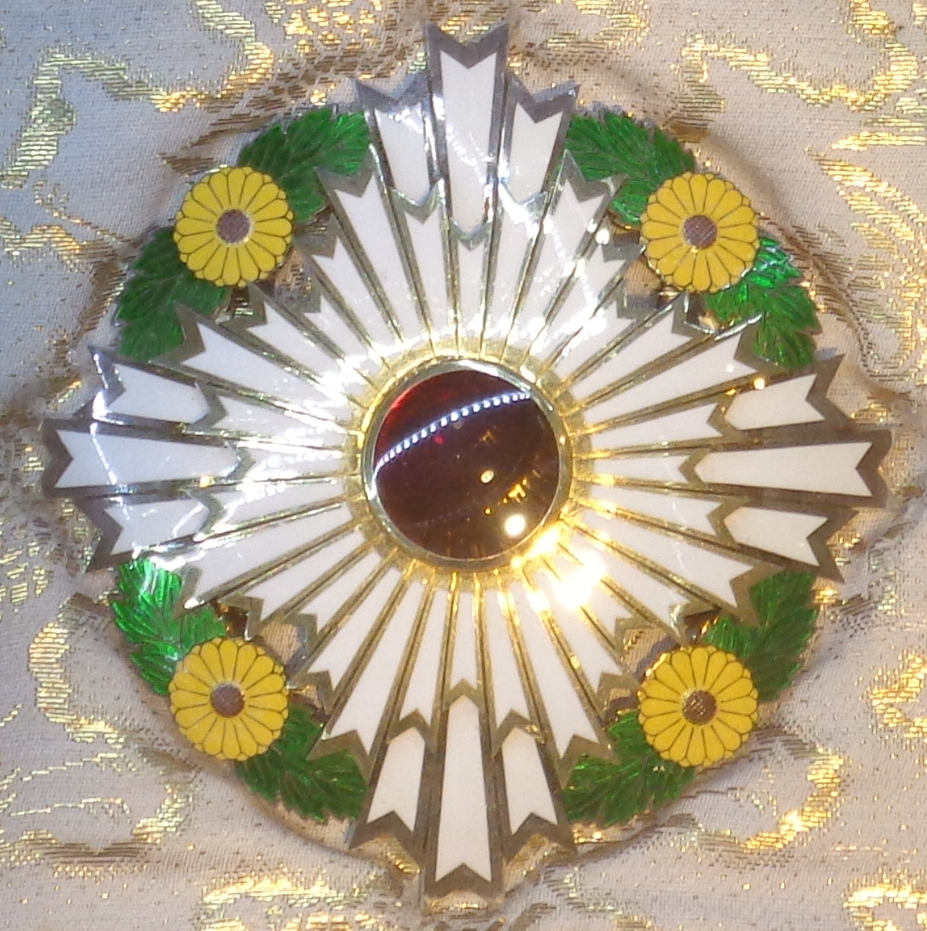
Звезда ордена

## Награждённые
Со дня учреждения ордена им были награждены все последующие императоры Японии:
- Мэйдзи — 27 декабря 1876.
- Тайсё — 3 ноября 1889 (с цепью), 10 мая 1900 (с большой лентой).
- Сёва — 9 сентября 1912 (с цепью), 24 сентября 1921 (с большой лентой).
- Акихито — 10 ноября 1952 (с цепью).
- Нарухито — 1 мая 2019 (с цепью)

См.: Кавалеры Высшего ордена Хризантемы